# Звездолёт Эксетер
Звездолёт Эксетер (англ. Starship Exeter) — фанатский фильм по вселенной «Звёздный путь», один из самых ранних полупрофессиональных проектов фанатских фильмов, которые стали всё более распространенным явлением в интернет-пространстве. Как и во многих других фанатских фильмах, он создал новые истории и персонажей вокруг события устоявшейся франшизы. «Звездолёт Эксетер» разворачивается в рамках оригинального сериала «Звёздный путь» и представляет новую команду корабля-побратима знаменитого «Энтерпрайза», титульного «USS Exeter», чей предыдущий экипаж был уничтожен в серии «Звёздного пути» «Окончательная победа». Фильмы и их оригинальные персонажи являются детищем братьев Джимма и Джошуа Джонсонов, которые выступили в качестве продюсеров и снялись в фильмах, выступая под псевдонимами.

## Серии
Вышло две серии фильма.
Первая серия «Звездолёт Эксетер», написанный и совместно срежиссированный братьями Джонсон, был выпущен в виде загружаемых видеофайлов через Интернет 19 декабря 2002 года. Производство и пост-продакшн заняли несколько лет, съёмки проходили в Миннесоте и Техасе (вставная сцена была записана в Сиднее), смешанные между внешними локациями и специально построенными декорациями. Продюсеры стремились сделать фильм, используя нецифровые методы эффектов, используя миниатюры и внутрикамерные эффекты везде, где это было возможно.
Вторая серия, гораздо более амбициозная постановка под названием «Трессорианский перекрёсток» по сценарию номинанта на премию «Небьюла» Денниса Рассела Бейли (который был соавтором эпизода «Железный дровосек» сериала «Звёздный путь: Следующее поколение»), была снята в середине 2004 года. В фильме, действие которого происходит в основном на борту звездолёта и разбитого корабля-близнеца, представлены сложные декорации, некоторые элементы которых были «выловлены из мусорного контейнера» из фильма Майка Джаджа «Идиократия», съёмки которого проходили на той же площадке Austin Studios. Помимо эффектов CGI, в фильме также использовались сложные миниатюры для создания интерьеров как шаттла, так и разрушенного звездолёта, предоставленные базирующейся в Миннеаполисе студией MNFX, а также для изображения обломков как на планете, так и в космосе, созданных Томасом Сассером (не все работы которого вошли в финальный вариант).
Выпущенный по частям фильм «Трессорианский перекрёсток» претерпел длительный процесс пост-продакшна, а финальный полный эпизод был выпущен на YouTube 1 мая 2014 года, всего через несколько месяцев после начала основных съёмок.
Третий эпизод, «Захватчики Атлантиды», должен был включать сцены на борту корабля во время основных съёмок эпизода «Трессориан», но проблемы с бюджетом и графиком привели к тому, что съёмки были отложены и в конечном итоге отменены.
В дополнение к двум полноценным сериям, юмористическая зарисовка под названием «Ночная смена», написанная Деннисом Расселом Бейли, была снята в качестве пробного запуска и в качестве тестов камеры в начале основных съёмок «Трессорианского перекрёстока». Она была опубликована в Интернете в августе 2005 года.

## Производство и продвижение
Хотя фильм «Звездолёт Эксетер» и не является первым, его можно считать авангардом современных распространяемых через Интернет фан-фильмов по «Путешествию» с точки зрения масштаба, стоимости производства и большой аудитории, охваченной в первую очередь через социальные сети. Упоминание 2 января 2003 года на Slashdot привело к потоку трафика на сайт «Эксетера», который превысил 10 000 посещений в час. Требования к пропускной способности оказались больше, чем мог обработать Mac.Com, что вынудило разместить фильм на частном сервере. Сразу после этого сайт Sci-Fi Channel назвал сайт «Эксетера» своим сайтом недели на 21 января 2003 года, заявив: «Конечный результат — фильм, который на самом деле лучше, чем некоторые из «официальных» «Звёздных путей», которые были созданы, и это просто показывает, на что способны фанаты с сегодняшними технологиями и чертовски большой решимостью». «Эксетер» также возглавил Hot Sites в онлайн-путеводителе USA Today 2 февраля 2003 года. (Сегодня более известный первый фильм «Звёздный путь: Новые путешествия» не выйдет ещё год.)
Декорации мостика звездолёта Эксетер, созданные для «Трессорианский перекрёсток», были предоставлены в аренду проекту фан-фильмов в Оклахома-Сити, штат Оклахома, восстановлены и расширены, и в конечном итоге размещены в окрестностях Харрисона, штат Арканзас. В конечном итоге декорации были списаны с закрытием этой студии.
Создатели нескольких других фан-фильмов «Звёздный путь», включая «Звёздолёт Фаррагут» и «Звёздный путь: Интрепид», ссылались на «Эксетер» как на источник вдохновения для своих намерений.

## В ролях

### Главные герои
| Персонаж             | Звание    | Актёр          | Комментарии |
| -------------------- | --------- | -------------- | --- |
| Джон Куинси Гарровик | Капитан   | Джеймс Калхейн | Гарровик — двоюродный брат энсина Гарровика, который присоединился к капитану Кирку в попытке уничтожить туманное существо в оригинальном эпизоде «Одержимость» сериала «Звёздный путь». Гарровик принял командование «USS Exeter» в возрасте 37 лет после гибели нескольких ветеранов-капитанов Звёздного флота. |
| Джо Харрис           | Командер  | Холли Гесс     | Харрис — исполнительный (первый) офицер, а также офицер по науке корабля, следуя образцу Спока из оригинального сериала. Харрис — человек из Соединенного Королевства на Земле. |
| Пол Катти            | Командер  | Майкл Буфорд   | Главный офицер безопасности корабля, служил с тогдашним коммандером Гарровиком на борту «USS Kongō», где они стали близкими друзьями. Командовал Kongō офицер, которого они оба уважали, капитан Коснетт (Гарри Питерс), который появляется в эпизодической роли во второй серии.                                 |
| Б'фуселек            | Лейтенант | Джошуа Калеб   | Офицер связи Эксетера, синекожий, с антеннами андорианец. Макияж выполнен по образцу дизайнов, которые можно увидеть в эпизодах оригинального сериала «Путь на Вавилон» и «Кого уничтожают боги». |
| Ванди Ричардс        | Энсин     | Элизабет Уит   | Ричардс — помощник капитана, по сути исполняющий роль «йомена». |

- «Джеймс Калхейн» и «Джошуа Калеб» — псевдонимы братьев Джонсон.

## Внешние ссылки
- Exeter Studio production website via the Internet Archive
- Old Starship Exeter website via the Internet Archive
- Starship Exeter Facebook page
- "The Savage Empire" on YouTube
- "The Tressaurian Intersection" on YouTube
- "The Night Shift" on YouTube
- SciFi Pulse review of "The Savage Empire" (via Internet Archive)
- Starship Exeter: The Savage Empire (англ.) на сайте Internet Movie Database
- Starship Exeter: The Tressaurian Intersection (англ.) на сайте Internet Movie Database